# Мелихово (Чеховский район)
Мелихово — село в Чеховском районе Московской области, в составе муниципального образования сельское поселение Баранцевское (до 29 ноября 2006 года входил в состав Баранцевского сельского округа). Село связано автобусным сообщением с райцентром и соседними населёнными пунктами.

## Население
Согласно переписи 2022 года составляет 250 человек.
География
Мелихово расположено примерно в 16 км (по шоссе) на юго-восток от Чехова, на суходоле, высота центра села над уровнем моря — 184 м. В селе находится историческая усадьба А. П. Чехова Мелихово.
Деревянная церковь Рождества Христова была построена в Мелихово в 1756 году, в 1994 году сгорела, вновь выстроена в 1999 году, в том же году рядом построена зимняя Крестовоздвиженская церковь.